# Policyjny Klub Sportowy w Wilnie (wioślarstwo)
Sekcja Wioślarska Policyjnego Klubu Sportowego w Wilnie – sekcja wioślarska klubu policyjnego w Wilnie. Sekcję założono w roku 1928. Klub działał do 1939 roku.

## Historia klubu
W 1924 roku kierownictwo Komendy Głównej Policji Państwowej podjęło decyzję, aby podnosić sprawność fizyczną swych funkcjonariuszy poprzez tworzenie wewnątrzpolicyjnych klubów sportowych. Kluby takie były tworzone w poszczególnych miastach i nosiły nazwę: „Policyjny Klub Sportowy” plus nazwa miejscowości. Miały te same barwy klubowe i statut stworzony według jednego wzoru. Komendanci jednostek terenowych Policji otrzymali polecenie udzielenia lokalnemu PKS-owi wszelkiej dostępnej pomocy.
Sekcja wioślarska Policyjnego Klubu Sportowego w Wilnie powstała w roku 1928, jako trzecia sekcja wioślarska w klubach policyjnych (po PKS Kraków i PKS Kalisz). Od 1929 roku PKS Wilno był członkiem Polskiego Związku Towarzystw Wioślarskich.
Członkami klubu byli funkcjonariusze oraz pracownicy cywilni Policji Państwowej. Środki finansowe pochodziły z budżetu Policji Państwowej oraz subwencji pochodzących od wileńskiego samorządu i województwa wileńskiego.

## Wyniki sportowe
Sekcja wioślarska PKS Wilno uczestniczyła w zawodach wioślarskich od roku 1929. W poszczególnych latach uzyskała następujące wyniki w klasyfikacji klubowej (dane według tabel punktacyjnych PZTW za poszczególne lata – podane zostało miejsce i ilość klubów, które zdobyły w regatach punkty oraz oficjalnie je sklasyfikowano):
- w 1929 – 19 miejsce na 19 klubów[4],
- w 1930 nie sklasyfikowana[5],
- w 1931 – 24 miejsce  na 27 klubów[6],
- w 1932 – 9 miejsce  na 27 klubów[7],
- w 1933 – 15 miejsce  na 42 kluby[8],
- w 1934 – 32 miejsce  na 41 klubów[9],
- w 1935 – 41 miejsce  na 46 klubów[10],
- w 1936 nie sklasyfikowana[11],
- w 1937 – 40 miejsce na 41 klubów[12],
- w 1938 – 32 miejsce  na 44 kluby[13],
- w 1939 – 31 miejsce  na 36 klubów[14].

Wiele klubów w rywalizacji tej nie uczestniczyło lub nie zdołało w danym roku zdobyć punktów.